# えくぼおうじ
『えくぼおうじ』は、 山本省三作、冬野いちこ絵による絵本のシリーズ、および同シリーズの主人公。英語表記はPrince Dimple。
講談社の幼児向け雑誌『えくぼ』に連載された。

## キャラクター
えくぼおうじ（声：渕崎ゆり子）
冠を被り、おむつを履いた赤ちゃんのキャラクター。
アニメ版では「にこぱ」（「うまくいったね、よかったね」の意、「にこにこうれしい気持ちで、心がパッと晴れる」の語感を込めた）が口癖という設定が付加された。
たまら
えくぼおうじの友人のネコ。
きっき
えくぼおうじの友人のサル。
わわんが
えくぼおうじの友人のイヌ。
ぶーばおうじ
えみなちゃん
カンボ

## 絵本
講談社から発売。

### えくぼはじめての絵本 えくぼおうじ
1. ならんで すーい
2. あらま パジャマ
3. にこにこ おべんとう
4. なかよし なかなおり
5. おふろ ざっぶ〜ん
6. おしっこ わすれんぼ
7. げんきに はい
8. みんなで おてつだい
9. できたよ ばんざい
10. ぽいぽいは ぷんぷん
11. きれいは いいきもち
12. よくばり さようなら

### 講談社のテレビ絵本 えくぼおうじ
1. いい もの みつけた
2. ゆびきり やくそく
3. なかよく あそぼう
4. やさしさ いっぱい
5. いつも きれいに

### 講談社のテレビ絵本 えくぼおうじとぶーばちゃん
1. びっくり にっこり おくりもの
2. えっへん なんでも いちばん

### 講談社のテレビ絵本 えくぼちゃんとぶーばちゃん
1. ともだちを たいせつに
2. やくそく しよう
3. だいじに するよ

### えくぼおうじのパタパタえほん
1. えんえんだれかな
2. もぐもぐ、なにたべてるの
3. ねえ，なにしてるの?
4. しりとりごっこ
5. いただきまーす、1・2・3

## アニメ
1991年から1992年までフジテレビの子供番組『ひらけ!ポンキッキ』にて放送されていたコーナードラマ。
このアニメ版は、幼児向けのしつけを教える意図で企画された。原作者の山本省三が設定と脚本の元になるストーリーを担当している。当初は1991年度のみの放送の予定だったが、好評のため1992年度も放送された。
原作よりもえくぼおうじの年齢が1歳ほど上げられており、2歳と3歳の間という設定。また、えくぼおうじが履いているのは、おむつではなくパンツということになっている。
アニメ化にあたって最も問題になったのは、えくぼおうじの友人となるわわんが・たまら・きっきは原作では「人間の言葉は通じるがしゃべらない」キャラクターであった点である。なお、当時の原作には人間の友人が登場していなかった。原作者が「イヌやネコは擬人化してほしくない」と要望したこともあり、きっきに人間の言葉をしゃべらせることになった。その結果、きっきの出番が原作より多くなり、準主役に昇格している。

### 放映リスト
1. げんきにおはよう（1991年4月8日）
2. おやつのまえには（1991年4月9日）
3. おしっこしゃー（1991年4月15日）
4. てをあらおう（1991年4月16日）
5. ごみはくずかごに（1991年4月22日）
6. おへんじはい（1991年4月23日）
7. たべたらしゅっしゅっ（1991年4月29日）
8. ひとりでねましょう（1991年4月30日）
9. すわってたべます（1991年5月6日）
10. みんなでぴょん（1991年5月7日）
11. ごちそうさま（1991年5月13日）
12. おうだんほどうをわたろう（1991年5月14日）
13. おかたづけじょうずね（1991年5月20日）
14. おやすみなさい（1991年5月21日）
15. おふろだいすき（1991年5月27日）
16. にこにこおてつだい（1991年5月28日）
17. はなとなかよし（1991年6月3日）
18. おしっこしたかな（1991年6月4日）
19. かしてねはい（1991年6月10日）
20. なかよくわけよう（1991年6月11日）
21. こんにちは（1991年6月17日）
22. たすけてあげよう（1991年6月18日）
23. あめのひには（1991年6月24日）
24. かえってきたら（1991年6月25日）
25. もうねましょう（1991年7月1日）
26. じゅんばんで（1991年7月2日）
27. なんでもたべよう（1991年7月8日）
28. がんばって（1991年7月9日）
29. やくそく（1991年7月15日）
30. ポイはやめよう（1991年7月16日）
31. おめでとうおめでとう（1991年7月22日）
32. おひるねぐーぐー（1991年7月23日）
33. ごめんなさい（1991年7月29日）
34. みんなでおてつだい（1991年7月30日）
35. ありがとう（1991年8月5日）
36. かみのけシャワシャワ（1991年8月6日）
37. やさしくね（1991年8月13日）
38. どこへいくの（1991年8月19日）
39. パジャマきられたよ（1991年8月20日）
40. ひとりでぬげます（1991年8月26日）
41. ものをたいせつに（1991年8月27日）
42. きちんとひとつずつ（1991年9月2日）
43. これぼくのもの（1991年9月3日）
44. できたぞう（1991年9月9日）
45. しょうじきに（1991年9月10日）
46. みんなでやさしく（1991年9月16日）
47. もったいない（1991年9月17日）
48. しんごうごっこ（1991年9月23日）
49. なかよくあそぼう（1991年9月24日）
50. ばなしはなし（1991年9月30日）
51. おはなしきいてね（1992年4月6日）
52. らんぼうしないで（1992年4月8日）
53. なにしてあそぶ（1992年4月14日）
54. さぼっちゃだめ（1992年4月16日）
55. わすれものないかな（1992年4月20日）
56. ふりまわさないで（1992年4月23日）
57. バスのなかでは（1992年4月27日）
58. よろこぶのはなあに（1992年4月29日）
59. たべきれるかな（1992年5月5日）
60. ビシャビシャやめよう（1992年5月12日）
61. がまんがまん（1992年5月18日）
62. あきらめないで（1992年5月25日）
63. あきかんはすてないで（1992年6月2日）
64. つめはきれいに（1992年6月8日）
65. かぜをひいたら（1992年6月15日）
66. あかちゃんがうまれるよ（1992年6月24日）
67. なかよくみんなで（1992年6月30日）
68. なまえいえるよ（1992年7月6日）
69. いきものはたいせつに（1992年7月14日）
70. けがをしたときは（1992年7月20日）
71. ゆびしゃぶりはやめよう（1992年7月30日）
72. きれいにたべよう（1992年8月3日）
73. つめたいものはすこしだけ（1992年8月10日）
74. しょうじきにいおう（1992年8月19日）
75. おみまいはしずかに（1992年8月24日）
76. いたいのいやだね（1992年8月31日）
77. かわをきれいに（1992年9月7日）
78. ひとりじめしないで（1992年9月14日）
79. はなをたいせつに（1992年9月22日）
80. よそみはあぶない（1992年9月28日）

### 主題歌
- 「えくぼのはてな」
作詞：永井準、作曲：西木栄ニ、歌：せな（ポニーキャニオン）
1991年12月15日発売のやまざきゆかのシングル「ママのおなか」（CD：PCDG-00037、カセット：PCSG-00022）のカップリングに収録。
日本コロムビアからは山野さと子[4]、ビクターエンタテインメントからは深見智子[5]によるカバー版が発売。

## その他
原作者の山本省三によると、某テレビ局によるテーマパーク内の施設として、えくぼおうじの城を建設する計画があったという。